# So'g'dijona Jizzax
So'g'dijona Jizzax (Oezbeeks: Сўғдиёна профессионал футбол клуби) is een Oezbeekse voetbalclub uit Jizzax. De club is genoemd naar de historische regio Sogdië. 

## Geschiedenis
De club werd in 1970 opgericht als DSK Dzjizak, de toenmalige Russische schrijfwijze van de stad. De club onderging verschillende naamswijzigingen en promoveerde in 1979 als Boeston Dzjizak naar de Pervaja Liga, de tweede klasse van de Sovjet-Unie. De club speelde tot 1985 in deze klasse en eindigde steevast in de lagere middenmoot. 
Na de onafhankelijkheid van Oezbekistan werd de naam gewijzigd in So'g'dijona Jizzax. De club ging meteen van start in de hoogste klasse en werd in het eerste seizoen al derde. De club speelde er tot 2002 en eindigde meestal in de middenmoot. De volgende tien jaar werd de club een liftploeg tussen de eerste en tweede klasse. Sinds 2013 speelt de club terug in de hoogste klasse. 

## Naamswijzigingen
- 1970-1973 - DSK Dzjizak
- 1973-1975 - Troed Dzjizak
- 1975 - Dzjizak
- 1976-1977 - Irrigator Dzjizak
- 1978-1981 - Boeston Dzjizak
- 1982-1985 - Zvezda Dzjizak
- 1986-1989 - Josjlik Dzjizak
- 1990-heden - So'g'dijona Jizzax

FK Andijan · Metaloerg Bekabad · FK Buxoro · Neftçi Fargʻona · Shurtan Guzar · So'g'dijona Jizzax · Kokand 1912 · Mash'al Mubarek · Navbahor Namangan · Olmaliq FK · Nasaf Qarshi · Bunjodkor Tasjkent · Lokomotiv Tasjkent · Obod Tasjkent · Pachtakor Tasjkent · Qizilqum Zarafshon ·